# Lijst van voetbalinterlands Brunei - Myanmar
Deze lijst van voetbalinterlands is een overzicht van alle officiële voetbalwedstrijden tussen de nationale teams van Brunei en Myanmar. De landen hebben tot nu toe acht keer tegen elkaar gespeeld. De eerste ontmoeting was een wedstrijd tijdens de Zuidoost-Aziatische Spelen 1983 op 29 mei 1983 in Singapore. Het laatste duel, een kwalificatiewedstrijd voor de Zuidoost-Azië Cup 2014 op 16 oktober 2014 in Vientiane (Laos)

## Wedstrijden
| № | Plaats     | Datum            | Competitie                          | Wedstrijd        | Uitslag |
| - | ---------- | ---------------- | ----------------------------------- | ---------------- | ------- |
| 1 | Singapore  | 29 mei 1983      | Zuidoost-Aziatische Spelen 1983     | Birma − Brunei   | 1 − 2   |
| 2 | Singapore  | 15 juni 1993     | Zuidoost-Aziatische Spelen 1993     | Myanmar − Brunei | 6 − 0   |
| 3 | Chiang Mai | 10 december 1995 | Zuidoost-Aziatische Spelen 1995     | Myanmar − Brunei | 2 − 0   |
| 4 | Jakarta    | 10 oktober 1997  | Zuidoost-Aziatische Spelen 1997     | Myanmar − Brunei | 6 − 1   |
| 5 | Yangon     | 14 maart 1998    | Zuidoost-Azië Cup 1998 kwalificatie | Myanmar − Brunei | 4 − 1   |
| 6 | Malé       | 23 maart 2003    | Azië Cup 2004 kwalificatie          | Myanmar − Brunei | 5 − 0   |
| 7 | Yangon     | 5 oktober 2012   | Zuidoost-Azië Cup 2012 kwalificatie | Myanmar − Brunei | 1 − 0   |
| 8 | Vientiane  | 16 oktober 2014  | Zuidoost-Azië Cup 2014 kwalificatie | Brunei − Myanmar | 1 − 3   |

## Samenvatting
| Competitie                     | Totaal gespeeld | Winst Brunei | Gelijk | Winst Myanmar | Doelsaldo Brunei – Myanmar |
| ------------------------------ | --------------- | ------------ | ------ | ------------- | -------------------------- |
| Azië Cup-kwalificatie          | 1               | 0            | 0      | 1             | 0 – 5                      |
| Zuidoost-Azië Cup-kwalificatie | 3               | 0            | 0      | 3             | 2 – 8                      |
| Zuidoost-Aziatische Spelen     | 4               | 1            | 0      | 3             | 3 – 15                     |
| Totaal                         | 8               | 1            | 0      | 7             | 5 − 28                     |

Wedstrijden bepaald door strafschoppen worden, in lijn met de FIFA, als een gelijkspel gerekend.
NFABD
Bermuda ·
Bhutan ·
Cambodja ·
China ·
Filipijnen ·
Hongkong ·
India ·
Indonesië ·
Japan ·
Jemen ·
Laos ·
Macau ·
Malediven ·
Maleisië ·
Mongolië ·
Myanmar ·
Nepal ·
Oost-Timor ·
Pakistan ·
Rusland ·
Singapore ·
Sri Lanka ·
Tadzjikistan ·
Taiwan ·
Thailand ·
Vanuatu ·
Verenigde Arabische Emiraten ·
Zuid-Korea
MFF · 
A-internationals · 
Myanmarees vrouwenelftal
1951 – 1959 · 
1960 – 1969 · 
1970 – 1979 · 
1980 – 1989 · 
1990 – 1999 · 
2000 – 2009 · 
2010 – 2019 ·
2020 − 2029
Bahrein ·
Bangladesh ·
Bolivia ·
Brunei ·
Burundi ·
Cambodja ·
China ·
DDR ·
Filipijnen ·
Guam ·
Hongkong ·
India ·
Indonesië ·
Irak ·
Iran ·
Israël ·
Japan ·
Kirgizië ·
Koeweit ·
Laos ·
Lesotho ·
Libanon ·
Libië ·
Luxemburg ·
Macau ·
Malediven ·
Maleisië ·
Marokko ·
Mongolië ·
Nepal ·
Nieuw-Zeeland ·
Noord-Korea ·
Oman ·
Oost-Timor ·
Pakistan ·
Palestina ·
Qatar ·
Singapore ·
Sri Lanka ·
Syrië ·
Tadzjikistan ·
Taiwan ·
Thailand ·
Turkmenistan ·
Verenigde Arabische Emiraten ·
Vietnam ·
Zuid-Korea ·
Zuid-Vietnam